# Youth and Jealousy
Youth and Jealousy è un cortometraggio muto del 1913 diretto da Wallace Reid.

## Produzione
Il film fu prodotto dall'American Film Manufacturing Company.

## Distribuzione
Distribuito dalla Mutual Film, il film uscì nelle sale cinematografiche USA il 10 maggio 1913.